# Saint-Clair-de-la-Tour
Saint-Clair-de-la-Tour település Franciaországban, Isère megyében. Lakosainak száma 3526 fő (2022. január 1.). Saint-Clair-de-la-Tour La Tour-du-Pin, La Bâtie-Montgascon, La Chapelle-de-la-Tour és Saint-Didier-de-la-Tour községekkel határos.

## Népesség
A település népessége az elmúlt években az alábbi módon változott:
| Lakosok száma | 1808 | 2758 | 2565 | 3065 | 3324 | 3365 | 3424 | 3456 | 3446 | 3526 |
|               | 1968 | 1982 | 1990 | 2006 | 2013 | 2015 | 2017 | 2019 | 2020 | 2022 |